# Mataró Football Club
El Mataró Football Club fou un equip de futbol de la ciutat de Mataró fundat a voltants d'abril de 1912 i dissolt a l'estiu de 1915, fou el primer equip federat de Mataró.

## Història
El club fou fundat en abril de 1911 com a secció del Foment Mataroní, a la junta es va posar a Joaquim soler però al cap de poc va ser substituït per Josep Soler i Moreu. El Mataró es va inscriure al campionat de Catalunya de 2a categoria. Al primer partit el club es va desplaçar al camp del Sarrià on va perdre 1-0, el club va acabar, en 18è lloc, només guanyant 2 dels 14 partits disputats i patint alguna derrota dolorosa com un 0-11 davant del Barcino. L'1 de gener de 1912 es va inaugurar el Camp del Foment Mataroní situat a la Randa d'Alfons X en un partit entre el FC Barcelona i el Català S.C. per la ''Copa Iluro'' on va guanyar l'equip blaugrana 7-0, el camp tenia unes dimensions de 91x55m. L'any 1912 aparegué el seu rival l'Iluro S.C. i també sorgiria el Stadium SC que jugarà al camp del Patronat de Sant Josep. L'any 1914 participa en el Campionat de la Costa del campionat de Catalunya de 2a categoria on participava el Mataró amb el Bètulo FC de Badalona, Sbart de Vilassar de Dalt i Iluro SC de Mataró. L'Iluro hauria de guanyar la competició, però els van retirar tots els punts debut a què al porter Salvi Mateo el van alinear amb el nom fals de Casanoves i el Mataró va guanyar el campionat en l'última jornada 2-1 contra l'Sbarat de Vilassar de dalt, així l'equip mataroní es va apoderar del títol. Mentre que l'Iluro anava agafant més força guanyant a clubs com l'Universitary S.C. (9-0), el Terrassa FC (1-3) o el F.C. Internacional (6-0) el Mataró anava cada vegada més perdent força i aficionats, a l'estiu de 1915 fou expulsat del Camp del Foment Mataroní i el club va fer una crida als socis, però no va tenir èxit i es va dissoldre a l'estiu de l'any 1915. Fou refundat el 1922 amb el nom de C.D. Mataró, però va durar 4 o 5 anys.

## Uniforme[calcitació]
- Uniforme titular: Camisa vermella i negre partit a la meitat, pantaló blanc i mitjons negres.
- Uniforme visitant: Camisa amb franges vermelles i negres, pantaló blanc i mitjons negres.

### Evolució de l'Uniforme
| 1911-1914 | 1914-1915 |

## Palmarès[calcitació]
- Campionat de Costa (1914-15)